# 嵐の三色旗
『嵐の三色旗』（あらしのさんしょくき、原題・英語: A Tale of Two Cities）は、1935年に製作・公開されたアメリカ合衆国の映画である。

## 概要
チャールズ・ディケンズの小説『二都物語』の映画化であり、ジャック・コンウェイが監督、ロナルド・コールマンとエリザベス・アランが主演した。
日本でのビデオ化の際には、原作の邦訳題名のまま『二都物語』として発売されている。

## キャスト
- シドニー・カートン：ロナルド・コールマン
- ルーシー・マネット：エリザベス・アラン
- ミス・プロス：エドナ・メイ・オリヴァー
- ストライヴァー：レジナルド・オーウェン
- サン・テヴレモンド公爵：ベイジル・ラスボーン
- ギャベール：H・B・ワーナー
- テレーズ・ドファルジュ夫人：ブランシュ・ヤーカ
- エルネ・ドファルジュ：ミッチェル・ルイス
- アレクサンドル・マネット医師：ヘンリー・B・ウォルソール
- ジャーヴィス・ローリー：クロード・ギリングウォーター
- チャールズ・ダーネイ：ドナルド・ウッズ
- お針子：イザベル・ジュウェル
- ジョン・バーサッド：ウォルター・キャトレット
- ジェリー・クランチャー：ビリー・ビーヴァン
- クランチャー夫人：エイリー・マリヨン
- 復讐の女鬼：ルシール・ラ・バーン

## スタッフ
- 監督：ジャック・コンウェイ
- 製作：デヴィッド・O・セルズニック
- 脚色：W・P・リプスコム、S・N・バーマン
- 音楽：ハーバート・ストサート
- 撮影：オリヴァー・T・マーシュ
- 編集：コンラッド・A・ネルヴィッヒ
- 美術：セドリック・ギボンズ
- 録音：ダグラス・シアラー
- 衣裳：ドリー・ツリー

## アカデミー賞ノミネーション
- 第9回アカデミー賞
  - 作品賞
  - 編集賞：コンラッド・A・ネルヴィッヒ